# Cementerio de Valencia
El Cementerio General de Valencia se encuentra ubicado en la calle Santo Domingo de Guzmán número 27, en la ciudad de Valencia (España).

## Historia
El Cementerio General de Valencia tiene su origen en las medidas tomadas  en la Real Cédula de 3 de abril de 1787 por el gobierno de Carlos III de España para atajar los numerosos problemas sanitarios ocasionados por los enterramientos en las iglesias durante el siglo XVIII, y en la que se prohibía los enterramientos intramuros.
Hasta la construcción de esta nueva instalación la ciudad de Valencia tenía trece cementerios intramuros, cada uno correspondiente a una parroquia y además también contaba con los cementerios conventuales, además de las sepulturas instaladas en el interior de ciertas capillas, claustros o en el interior de templos, e incluso bajo criptas subterráneas, destacando las dos existentes debajo de la Catedral de Valencia o en las iglesias de los Santos Juanes, la de la iglesia del Carmen (que contaba con una cripta en el propio templo y otra en la capilla de la Tercera Orden; la de los templos Trinitarios (los descalzos en el Templo de Nuestra Señora de la Soledad, los calzados en la del Remedio; ambos templos desaparecidos); la de San Juan del Hospital...
Los encargados del proyecto fueron los arquitectos municipales de Valencia, Cristóbal Sales y Manuel Blasco. Las obras de su construcción empezaron en julio de 1805, siendo inaugurado en el año 1807. El estilo formal del cementerio es neoclásico.
En el cementerio se pueden admirar numerosos panteones y esculturas de estilo modernista valenciano y ecléctico de indudable valor arquitectónico y artístico, realizados por arquitectos y escultores de renombre.
En un primer momento estaba formado por un recinto rectangular de unos 3200 m² destinado a fosa común, murado, con un único acceso,  constituido por una puerta centrada en su muro Este, que interiormente daba  a un paseo central, que dividía el espacio en dos cuadros, finalizado en una capilla, situada en el fondo, adosada a su muro Oeste.
En 1808 se construyen los primeros pabellones de nichos, dispuestos alrededor del conjunto y tras la Iglesia, de forma que se mantenía en el centro del recinto el espacio para sepulturas. Tras el alzamiento contra los franceses, el cementerio fue abandonado y convertido en corral para ganado. En 1811, una denuncia del Ayuntamiento dio lugar a su rehabilitación por parte del Arzobispado.
La primera ampliación del cementerio general se realizó en 1860, hacia el oeste, quedando la capilla exenta y en el centro del conjunto. Se amplió el número de manzanas de nichos y en los cuadros, a partir de la construcción de los dos primeros panteones (Juan Bautista Romero, en 1846, y Virginia Dotres, en 1851) comenzó a generalizarse la construcción de monumentos y mausoleos para las familias adineradas de la ciudad.
Las ampliaciones continuaron hacia el sur con la construcción, en 1880, del “patio de las columnas”, denominado así por encontrarse circundado por un pórtico dórico de 170 columnas proyectado por los arquitectos J. Calvo, L. Ferreres y J. Arnau. En el centro de este patio se levantó la “cruz del cólera”, de Antonio Ferré (1892), quedando el espacio central dividido en cuatro cuadros destinados a panteones. A esta ampliación siguió la sala de espera (1886) y el Cementerio Civil (1892), al sur, y el “patio de las palmeras” (1907) al norte.
Partiendo de los planos disponibles de Cartografía histórica de la ciudad de Valencia (1704-1910), la primera referencia cartográfica al cementerio general de Valencia aparece en los planos elaborados por el ejército francés, bajo el mando del Mariscal Suchet, durante las campañas militares de 1812 ( “Plan de Valence asfiegeé et prise le 9 Janvier 1812 par l’Armeé Française d’Aragon aux ordres de S.E. Le Marechal Suchet, Duc d’Albufera.”). Posteriormente, su configuración inicial se recogerá en el “Mapa de la ciudad de Valencia del Cid hasta una legua en contorno de ella”, de Cristóbal Sales, realizado en 1821, y en el “Plano de Valencia y sus alrededores”, realizado por el ejército en su Campaña Topográfica de 1882. En estos planos se localiza sobre el territorio la situación de los terrenos del cementerio, pero su configuración espacial y arquitectónica se trata de una forma muy aproximada.
Es en los planos catastrales de 1929-1945 donde se recoge con detalle su configuración precisa, grafiándose el cementerio primitivo, su primera ampliación, el patio de las columnas y la primera fase del cementerio civil, así como las secciones 3a, 4a derecha, 5a y 7a, proyectadas según la tipología claustral utilizada en el patio de las columnas, incluido el porticado circundante que nunca llegó a construirse. El linde Oeste del cementerio es la acequia de Favara y, hasta este límite, el espacio no ocupado por sepulturas es destinado a sala de autopsias, horno crematorio, depósito de materiales y terrenos de reserva para su futura expansión.
Durante las décadas de 1950-1970 se ejecutaron nuevas ampliaciones del cementerio hacia el oeste y hacia el sur, siguiendo el terraplén del ferrocarril que discurre paralelo al nuevo cauce del río Turia. Con la aprobación, el 28 de diciembre de 1988, del Plan General de Ordenación Urbana de Valencia, las últimas ampliaciones se han producido hacia el norte, dando lugar a la construcción de nuevos bloques de nichos sobre el antiguo Camino de Mandingorra y hasta el actual Bulevar Sur.

## Capilla
Las capillas en los cementerios están íntimamente relacionadas con la antigua práctica litúrgica de celebrar tres misas el día de los fieles difuntos, costumbre que fue muy temprana en Valencia, más concretamente en el convento de Santo Domingo, donde eran ya habituales antes de que en 1748 el papa Benedicto XIV la confirmara solemnemente.
Es por ello que resultaba obvia la necesidad y adecuación de la construcción de una capilla en el nuevo cementerio municipal que estaba planificándose, y se sitúa como centro del recinto originario, directamente unido a la entrada al recinto.
La capilla es de dimensiones medianas, y de una gran sobriedad arquitectónica, pese al monumental pórtico que la singulariza.
El acceso al templo se hace tras subir tres escalones que dan al pórtico abovedado que precede al templo en sí a modo de nártex abierto; a través de una sencilla puerta. La planta del templo es cuadrangular, sin capillas laterales y escasa decoración interior, que queda limitada a un doble friso arquitrabado corrido en el que se abren dos ventanas en cada flanco mayor. El altar mayor se decora co una hornacina enmarcada en dos columnas jónicas con la imagen del Cristo crucificado como centro de atención y devoción.
La capilla también se ha utilizado como lugar de enterramientos, presentando en sendos departamentos dos enterramientos colectivos, adicionados a los muros laterales externos de la capilla y  que presentan lucernarios propios. Uno de ellos corresponde a la sepultura de los regidores muertos en el ejercicio de su cargo, constituido por 60 nichos, construido originariamente en 1826 y al que se puede acceder tanto desde el interior de la capilla a través de una puerta lateral, como desde el exterior que se sitúa en la parte posterior de la capilla, abierta durante las obras de la ampliación de 1860; mientras que el otro se reservó para religiosos o sacerdotes fallecidos en "opinión de santidad, venerables en el sentir o declaración canónica  eclesiástica"; que presenta acceso desde el interior de la capilla desde el flanco derecho de la misma.

## Cementerio Civil
Desde que se construyó el cementerio general de Valencia hasta prácticamente mediados del siglo XX, los cementerios tenían en España un principio confesional, y estaban destinados a la sepultura de los fieles y eran propiedad de la Iglesia según precepto canónico, sin tenerse en cuenta si la construcción la había llevado a cabo la Iglesia o el Consistorio. En el caso del cementerio de Valencia la autoridad eclesiástica reservó al Ayuntamiento, el constructor, a título de indemnización y conservación, el derecho de administrar los ingresos y hasta de nombrar capellán, responsable y jefe superior del cementerio a las órdenes inmediatas de la Comisión de Cementerios y encargado de llevar al día el libros de registro de sepultados. Ahora bien, en 1870, con la votación de la neutralización de los cementerios en las Cortes Constituyentes, que estaba fundamentada en el principio de libertad de culto, que se había establecido en la constitución de 1869, se vio la necesidad de crear una zona especial para la digna sepultura de personas que no practicaran credo alguno. Pero el proyecto se retrasó hasta 1876, año en que la nueva Constitución establecía el principio de tolerancia de cultos, lo cual propició la constitución, en 1889, de lo que se conocería como Cementerio Civil.
Este cementerio quedaba integrado dentro del espacio del cementerio General, pero estuvo incomunicado con éste hasta la secularización de los cementerios que tuvo lugar durante la II República, y formó nuevamente un recinto aparte desde 1939 a 1979, hasta que finalmente quedó incorporado a la sección 4ª izquierda.
Estaba formado por unos 1222 m², dentro de los cuales se destinó unos 330 a la vivienda del conserje, sale de observación y otras dependencias. La entrada exterior a este cementerio estaba en el antiguo camino de Picasent, y la obra se debe al arquitecto municipal Luis María Cabello.
En esta área destacan:
- Mausoleo de Alfredo Calderón, de 1911, obra de Rafael Moreno y escultura de Francisco Paredes.
- Monumento a Constantí Llombart, por suscripción popular, datado de 1901.
- Tumba de Vicente Sorribes Sánchez, con busto del difunto, obra de Joaquín Bo.
- Tumba de la familia Cañizares, con un friso de bajorrelieves obra de Manuel Silvestre de Edeta.
- Tumba de A. Calleja, en la que descansan los restos de la mujer de Pablo Iglesias, Amparo Meliá Morroig.

## British Protestant Cemetery
Este cementerio se construyó unos doce años antes que el cementerio civil. Su ubicación, a diferencia del anterior, se hizo fuera del recinto del cementerio General, justo enfrente, en la misma plaza de Santo Domingo de Guzmán. Su origen está fundamentado en la Real Orden de 13 de noviembre de 1831, que daba visto bueno a la construcción de cementerios especiales para súbditos ingleses, aunque no tenían permitido construir capilla, ni cualquier otra señal de templo ni de culto ya fuera público o privado. Es considerado uno de los primeros cementerios ingleses de España, aunque es algo posterior al erigido en Tarragona, es bastante anterior al de Santander, Camariñas, Bilbao e incluso al de Denia (de 1856), destinado a la colonia inglesa que se dedicaba al comercio de la pasa.

## Obras
En el cementerio General de valencia existe documentación que credita la participación en la construcción de panteones de arquitectos de la calidad de Manuel Cortina, Antonio Martorell, Salvador Monmeneu Escrig, Joaquín Arnau, Ramón Jiménez, Sebastián Monleón, Vicente Rodríguez, Joaquín Rieta Sister, Emilio Rieta López, etc. Entre las esculturas, destacan las obras de Mariano Benlliure, José Capuz, Antonio Ferré, José Pellicer, etc.
- Panteón de Pascual Maria Estruch.
- Panteón Llovera, monumento funerario en forma de pirámide,obra de Antonio Martorell Trilles, 1883.[16]
- Panteón de Antonio Cortina Farinós, proyecto de Antonio Martorell Trilles, 1891.
- Panteón de la familia Moroder, obra de Antonio Martorell Trilles, 1907.